# Bulbophyllum cardiobulbum
Bulbophyllum cardiobulbum är en orkidéart som beskrevs av Jean Marie Bosser. Bulbophyllum cardiobulbum ingår i släktet Bulbophyllum och familjen orkidéer. Inga underarter finns listade i Catalogue of Life.